# Wokkpash Lake
Wokkpash Lake är en sjö i Kanada.   Den ligger i provinsen British Columbia, i den centrala delen av landet, 3 600 km väster om huvudstaden Ottawa. Wokkpash Lake ligger 1 167 meter över havet. Arean är 2,9 kvadratkilometer. Den sträcker sig 4,4 kilometer i nord-sydlig riktning, och 2,8 kilometer i öst-västlig riktning.
Trakten runt Wokkpash Lake består i huvudsak av gräsmarker. Trakten runt Wokkpash Lake är nära nog obefolkad, med mindre än två invånare per kvadratkilometer.